# Gorazd Pogorelčnik
Gorazd Pogorelčnik, slovenski smučarski skakalec in trener, * 8. februar 1978, Slovenj Gradec
Pogorelčnik se je rodil v Slovenj Gradcu. Odraščal je v Velenju, kjer je pri SSK Velenje od leta 1980 do 1994 treniral smučarske skoke. Bil je član jugoslovanske mladinske reprezentance in slovenske B reprezentance. Njegov osebni rekord je 157 m.
Po koncu aktivne kariere je začel delovati kot trener pri SD Dolomiti. Po štirih letih v klubu je 1998 prevzel vodenje mlade reprezentance. Kasneje je bil trener B reprezentance (sodeloval z Robertom Kranjcem) in trener A reprezentance ter pomočnik (2006–2010) glavnih trenerjev Vasje Bajca in Arija Pekke Nikkole. 
Leta 2010 je postal vodja Državnega panožnega nordijskega centra in hkrati trener 1. selekcije. Center je vodil do aprila 2018, ko prevzame vodenje skokov in nordijske kombinacije pri SZS. Pravtako je član pododbora za opremo in razvoj pri zvezi FIS.

## Vir
- Šimovec, Miha. Gorazd Pogorelčnik: Klubi so okostje sistema, toda nekateri so na robu preživetja [intervju]. Delo, 8. april 2023